# Словечанський район
Словечанський район — адміністративно-територіальна одиниця УРСР, що існувала з 1923 по 1962 роки в складі Коростенської і Волинської округ, Київської області (1932—1937) та Житомирської області (1937—1962). Районний центр — село Словечне.

## Історія та адміністративний устрій
Район було утворено 7 березня 1923 року у складі Коростенської округи Волинської губернії. До складу увійшли 20 сільських рад колишніх Покалівської (Дівошинська, Желонська, Заболотська, Коптівщинська, Левковицька, Лученківська, Покалівська, Середньоруднянська, Сорокопенська, Хлуплянська сільські ради) та Словечанської (Бігунська, Городецька, Жидівська, Кованська, Листвинська, Можарівська, Словечанська, Тхорівська, Усівська, Черевківська сільські ради) волостей Овруцького повіту.
13 червня 1930 року, відповідно до постанови ВУЦВК та РНК УСРР «Про реорганізацію округ», Коростенську округу розформовано, територію включено до складу Волинської округи. 2 вересня 1930 року було скасовано поділ УРСР на округи, через що, від 15 вересня 1930 року, Словечанський район, як і решта окремих адміністративних одиниць, перейшов у безпосереднє підпорядкування до республіканського центру.
9 лютого 1932 року район увійшов до складу новоствореної Київської області. 4 травня 1935 року район було включено до складу Коростенського округу Київської області. З 22 вересня 1937 року став частиною новоутвореної Житомирської області.
В 1941-43 роках територія району входила до складу гебітскомісаріату Олевськ Генеральної округи Житомир. Було утворено Антоновицьку, Білківську, Бокіївщинську, Верпівську, Верхнє-Рудненську, Далетянську, Дубську, Мацьківську, Млинську, Нагорянську, Нижнє-Руднянську, Ново-Руднянську, Оленичівську, Островичську, Паршівську, Перебродську, Петрашівську, Побичівську, Раліоновицьку, Рокитнівську, Селезівську, Сирницьку, Сирковщинську, Старовеледницьку, Стуговщинську, Теклівську, Чабанську, Червонську та Ясенецьку сільські управи.
Станом на 1 вересня 1946 року складався із 20 сільських рад, до складу яких входило 57 населених пунктів — 51 село та 6 хуторів. Сільські ради: Бігунська, Возничівська, Городецька, Заболотська, Кованська, Красилівська, Левковицька, Листвинська, Лучанківська, Можарівська, Нововелідницька, Прибитківська, Середньо-Руднянська, Словечанська, Сорокопенська, Тхорівська, Усівська, Хлуплянська, Червоносільська та Черевківська.
З 11 серпня 1954 року кількість сільських рад було скорочено до 14 — ліквідовано Возничівську, Желонську, Кованську, Середньо-Руднянську, Сорокопенську та Червносільську сільські ради. А після 5 березня 1959 року сільських рад залишилося 10 — було ліквідовано Коптівщинську, Красилівську, Прибитківську та Тхоринську сільські ради
30 грудня 1962 року Указом Президії Верховної Ради УРСР район було ліквідовано, його територія у повному складі увійшла до складу Овруцького району.

## Населення
За результатами Всесоюзного перепису населення 1926 року на території Словечанського району мешкало 32 064 особи. Розподіл населення за рідними мовами був наступним:
- Українська мова — 92,6 %
- Російська мова — 0,6 %
- інші — 6,8 %

Національний склад населення за даними перепису 1926 року:
| Національність | Кількість | Частка, % |
| -------------- | --------- | --------- |
| українці       | 29339     | 91,5      |
| євреї          | 1941      | 6,1       |
| поляки         | 370       | 1,2       |
| німці          | 111       | 0,3       |
| росіяни        | 81        | 0,3       |
| інші           | 222       | 0,7       |

За даними перепису населення СРСР 1939 року чисельність населення району становила 32 947 осіб, з них українців — 29 507, росіян — 1 109, німців — 111, євреїв — 1 382, поляків — 279, інших — 559.